# Косяшников, Михаил Викторович
Михаил Викторович Косяшников (род. 22 октября 1989, Шпаковский муниципальный район, Ставропольский край) — российский дзюдоист, чемпион и призёр чемпионатов России, мастер спорта России международного класса по дзюдо, мастер спорта России по самбо и армейскому рукопашному бою. Родился и живёт в Михайловске. Выступает за клуб «Динамо» (Ставропольский край) и Ставропольскую краевую ШВСМ дзюдо и самбо. Младший сержант полиции. Член сборной команды страны.

## Спортивные результаты
- Чемпионат России по дзюдо 2012 года — ;
- Чемпионат МВД России по дзюдо 2013 года — [3]
- Чемпионат России по дзюдо 2013 года — ;
- Чемпионат России по дзюдо 2014 года — ;